# Louise Jama-van Raders
Louisa Elisabeth Hermine Jama-van Raders, nizozemska slikarka, * 2. marec 1871, Batavija, Nizozemska vzhodna Indija, † 24. april 1946, Haag, Nizozemska.

## Življenje in delo
Louise van Raders se je rodila v nizozemski Vzhodni Indiji kot hčerka Willema Hermana Frederika Hendrika van Radersa (1827-1889), direktorja javnih del v Bataviji, in Jeanne Madelaine Prins (1842-1918).  Septembra 1879 se je družina Van Raders preselila v Zutphen . Potem ko je bil njen oče imenovan za direktorja Nizozemsko-indijske železniške družbe (1882) in Javanske železniške družbe (1883), se je družina leta 1885 preselila v Haag 
Van Raders je študirala na Kraljevi akademiji za umetnost v Haagu (okoli 1896-1900) kot učenka Fritsa Jansena  in obiskovala ure anatomije pri Louisu Bolku v Amsterdamu.  Nato je študirala v Münchnu, kjer je spoznala slikarja Matijo Jamo (1872-1947), ki je bil ob Rihardu Jakopiču in Ivanu Groharju med pomembnimi slovenskimi impresionisti zgodnjega 20. stoletja. Van Raders in Jama sta se poročila leta 1902. Iz tega zakona so se rodili trije otroci, med njimi tudi skladateljica Agnes Jama (1911-1993). Par je sodeloval na več slovenskih likovnih razstavah. Družina Jama je med drugim živela na Hrvaškem, v Nemčiji in Avstriji, dokler se leta 1915 zaradi prve svetovne vojne niso preselili v Haag. Tega leta je Jama-van Raders razstavljala slike in risbe s Constance de Nerée tot Babberich in Willemieno Testasom v galeriji Pictura v Haagu in galeriji de Vries v Arnhemu. Zaradi finančne stiske sta zakonca leta 1920 odprla penzion v Haagu. Vendar se je Matija Jama čez dve leti vrnil v Ljubljano, kjer je - z nekaj prekinitvami - ostal vse do smrti.
Jama-van Raders je sodelovala na razstavah v haaških galerijah Zeestraat 65A (1923) in Erica (1926). Imela je dve samostojni razstavi v Kraljevi galeriji Kleykamp; leta 1930 je razstavila 24 portretov (večinoma premožnih žensk) v olju in pastelu.  Leta 1937 je razstavila tudi nekaj skupinskih portretov. Jama-van Raders je med drugim izdelala portrete Willema Naudina ten Cateja, ministra za mornarico, in Mien van Wulfften Palthe-Broese van Groenou.
Louise Jama-van Raders je umrla v starosti 75 let. V mrliškem listu (1946, B982) je navedena kot vdova Mathiasa Jame in hči Willyja van Radersa in Madelon Prins.

## Galerija
- ca. 1920 - Portret CH de Loches Rambonnet
- 1936 - Portret družine De Jongh-Hees